# سولومون لوئب
سولومون لوئب (انگلیسی: Solomon Loeb; ۲۹ ژوئن ۱۸۲۸ – ۱۲ دسامبر ۱۹۰۳) یک بانکدار اهل ایالات متحده آمریکا بود.

## زندگی‌نامه
او یک تاجر پارچه و بانکدار در شرکت کوهن، لوئب و شرکاء بود. پدر او که یک یهودی بسیار مذهبی بود یک تاجر ذرت و شراب در ورمز در آلمان بود.
در سال ۱۸۴۹ لوئب به ایالات متحده مهاجرت کرد و در سینسیناتی ساکن شد. در سال ۱۸۶۵ به نیویورک سیتی رفت و به همراه آبراهام کوهن شرکت کوهن، لوئب و شرکاء را تأسیس نمود. لوئب کم‌کم از شرکت خود خارج شد و در سال ۱۸۹۹ بیشتر فعالیت‌های خود را در این شرکت کنار گذاشت. او سپس به تجارت مسکن پرداخت.
دختر او «ترز لوئب» با «جاکوب شیف» بانکدار معروف ازدواج کرد و دختر دیگر وی «نینا لوئب» با «پل واربرگ» از خانواده معروف «واربرگ» وصلت کرد. پسر او «موریس لوئب» با «ادا کوهن» برادرزاده «آبراهام کوهن» شریکش در کوهن، لوئب و شرکاء ازدواج کرد.